# Adelsnationen
Adelsnationen (latin: Natio Nobilum) var en studentnation för adelsmän vilken var verksam i Uppsala mellan åren 1768 och 1780.
År 1767 besökte kronprins Gustav Uppsala universitet. Han försökte då att bilda en studentnation för adliga studenter vilket stannade vid ett förslag. Orsaken till att bilda en studentnation för adliga studenter var dels adelns särställning i samhället dels att adliga studenter vid denna tid ej omfattades av nationsobligatoriet. Den 7 april året efter så gjorde kronprinsen ett nytt besök i Uppsala och föreskrev då att en adelsnation skulle bildas. Vidare bestämdes att den skytteanska professorn skulle vara inspektor för nationen. En vecka senare kallade professor skytteanus Johan Ihre alla adliga studenter till ett konstituerande möte.
Många adliga studenter valde att inte skriva in sig i Adelsnationen utan kvarstod som medlemmar i sina respektive nationer trots uppmaningar från konsistoriet. Ihre avsade sig inspektoratet år 1780 och vid denna tid upphörde nationen med sin verksamhet. Sex år senare försökte Gustav III att åter få nationen verksam men utan resultat.